# El Kouif (distrito)
El Kouif é um distrito localizado na província de Tébessa, Argélia. Sua capital é a cidade de mesmo nome. A população total do distrito era de 31 977 habitantes, em 2008.[carece de fontes?]

## Comunas
O distrito está dividido em três comunas:
- Bekkaria
- Boulhaf Dir
- El Kouif